# Путяев, Александр Сергеевич
Алекса́ндр Серге́евич Путя́ев (17 августа 1947, Москва — 12 мая 2020, с. Весёлое, Крым) — поэт, художник. Член Международного Художественного Фонда.

## Биография
Александр Путяев родился 17 августа 1947 года в Москве. Его отец, Сергей Александрович Путяев, по профессии журналист, был инструктором культуры ВЦСПС, редактором газеты «Книжное обозрение». Его мать, Лилия Андреевна Путяева, — цирковая актриса, после рождения Александра оставила сцену и посвятила себя его воспитанию.
В раннем детстве Александр проявил незаурядные способности к музыке. С четырех лет играл на скрипке. В девятилетнем возрасте стал лауреатом VI Всемирного фестиваля молодёжи и студентов 1957 года (Москва) — золотая медаль и диплом первой степени по классу скрипки, наставник — Борис Томашов. В школьные годы посещал литературный кружок при Доме культуры строителей, которым руководил литератор Симон Бернштейн. В 1965 году, в семнадцатилетнем возрасте, близко сошелся с Леонидом Губановым, сочувствовал созданному им независимому литературно-художественному объединению СМОГ, вступить в которое не представилось возможным по возрасту.
В 1968 году окончил Московский архитектурно-строительный техникум. Работал корреспондентом отдела культуры и информации в газете «Московская правда» (1968—1970), корреспондентом вещания на США Государственного комитета СССР по телевидению и радиовещанию (1970—1972), редактором и выпускающим колонки «Весёлая пятница» в «Строительной газете» (1972—1974).
Александр Путяев был близок с рядом известных представителей культуры: Александром Галичем и его дочерью Александрой (Алёной), Ильей Эренбургом, Леонидом Губановым, Вадимом Делоне, Владимиром Пятницким, Владимиром Батшевым, Симоном Бернштейном, Виктором Веселовским, Марисом Лиепой, Владимиром Горячевым, членами коллектива ансамбля «Березка».
Стихотворения, проза и эссе Александра Путяева публиковались в «Литературной газете», журналах «Юность», «Смена», «Европейская словесность» и других изданиях. Вел авторские страницы на сайтах русского Интернета со свободной публикацией Стихи.ру и Проза.ру.
Журналистскую и литературную работу Александр Путяев совмещал с занятиями живописью. Состоял членом Международного Художественного Фонда. Обладатель поощрительных наград от чрезвычайных и полномочных послов Кувейта и Омана. В 1991 году картины А. С. Путяева демонстрировались на выставке «Картины возвращаются в Россию. Картины остаются в России» в ЦДХ Москвы наряду с произведениями известных художников, в том числе художников-участников «Бульдозерной выставки». Его живописные работы находятся в музеях мира, в частности, картина «Время обнимать камни» — в Музее русского искусства (Нью-Джерси), а также в частных коллекциях во Франции, Австрии, России, Испании, Австралии, Саудовской Аравии и Египте.

Как отмечает заслуженный работник культуры РФ Валерий Ермолов: 
У московского художника Александра Путяева свой дар — чтение с листа. Кажется, его картины не написаны, а озвучены с особым надрывом и любовью. Мазки и линии выстраиваются в музыкальный ряд. Александр сам о себе говорит: «Я не художник. Я, скорее, исполнитель. Часто помимо моей воли кисть сама натыкается на новый образ. Если трудно в темной комнате найти черную кошку, то свет утренней звезды отыскать еще сложнее… А мы друг друга видим». Интересные образы и понятия приходят из космоса? И именно это принято называть Божьим даром? Только почему-то дар этот проступает, как кровь сквозь бинты. Вывод сделать нетрудно — все прекрасное и гениальное приходит через боль и страдание. А еще от скуки! Хотя последнее весьма спорно, ибо скучать художнику просто некогда. Работает он много…

### Книги
- Станислав Егоров, Александр Путяев. Русское «забулдыжье»: Пессимистические зарисовки. Лирические рассказы. М., 2003 (1-я Обр. тип.). — 447 с. ISBN 5-7164-0514-2
- Станислав Егоров, Александр Путяев. Дырочки от флейты: избранная лирика для избранных. М.: Издательское содружество А. Богатых и Э.РАкитской («Э.РА»), 2004. — 197 с. ISBN 5-98575-031-0
- Александр Путяев. Любовь спаси и сохрани. Сборник из поэтической серии «Звездный ковчег» / Сост. Лариса Лось. М.: Первая образцовая типография. 2013. — 256 с. ISBN 978-5-89564-085-2
- Ковчег Сияющей Души. Книга серии Галактический Ковчег. / Наталия Глазунова-Моисеева, Виталий Иванов, Валерий Крайцев, Вера Линькова, Лариса Лось, Михаил Просперо, Александр Путяев, Феано — СПб.: Серебряная Нить. 2014. — 200 с. ISBN 978-5-8853-4093-9
- Путяев А. С. Береста с мигалками / Сост: А. Войтов, И. Путяева, Н. Корецкая. М.: Первая образцовая типография. 2021. — 304 с, ил. ISBN 978-5-7164-1085-5
- Путяев А. С. Лекарство от любви / Сост: А. Войтов, И. Путяева, Н. Корецкая. М.: Первая образцовая типография. 2021. — 304 с, ил. ISBN 978-5-7164-1086-2

### Интернет-издания
- Волшебная любовь / А. С. Путяев. Библиотека Галактического Ковчега. 2020. 40 с.
- Приключения маленьких человечков. 12 королей и семеро смелых. Сказки / Ирина и Александр Путяевы. Библиотека Галактический Ковчег. Проект «Воплощение». 2021. 124 с.
- Тайна жемчужного времени / Ирина и Александр Путяевы. Библиотека проекта сотворчества «Галактический Ковчег». 2021. 91 с.
- Взаймы у смерти. Роман / А.Путяев. Библиотека Галактического Ковчега. 2021. 190 с.
- Привороты для дамы треф (короткие рассказы). / А.Путяев. Библиотека Галактический Ковчег. Некоммерческий образовательный интерпортал. 2021. 386 с.
- Подписка о невыезде из ада. Роман / А. С. Путяев. Библиотека Галактического Ковчега. Проект Воплощение. 2021. 214 с.
- Сборник афоризмов А.Путяева. Библиотека Галактический Ковчег. Проект «Воплощение», в 2 частях: часть 1 — «Афоризмы дамы треф». 2021. 12 с. часть 2 — «Миллион за пазухой для джентльмена». 2021. 47 с.
- Призраки острова Чар. Фантастическая повесть в стиле флажолет / Ирина и Александр Путяевы. Библиотека Галактический Ковчег. 2021. 32 с
- Тимка-невидимка и хрустальный цвет / Ирина и Александр Путяевы. Библиотека Галактический Ковчег. 2021. 23 с.
- Чудики, АУ! Стихи для детей / Ирина и Александр Путяевы. Библиотека Галактический Ковчег. 2021. 55 с.
- Жемчужины мысли. Путяев Александр Сергеевич. Интернет портал. Дата публикации - декабрь 2012.